# Bilderbergconferentie 1974

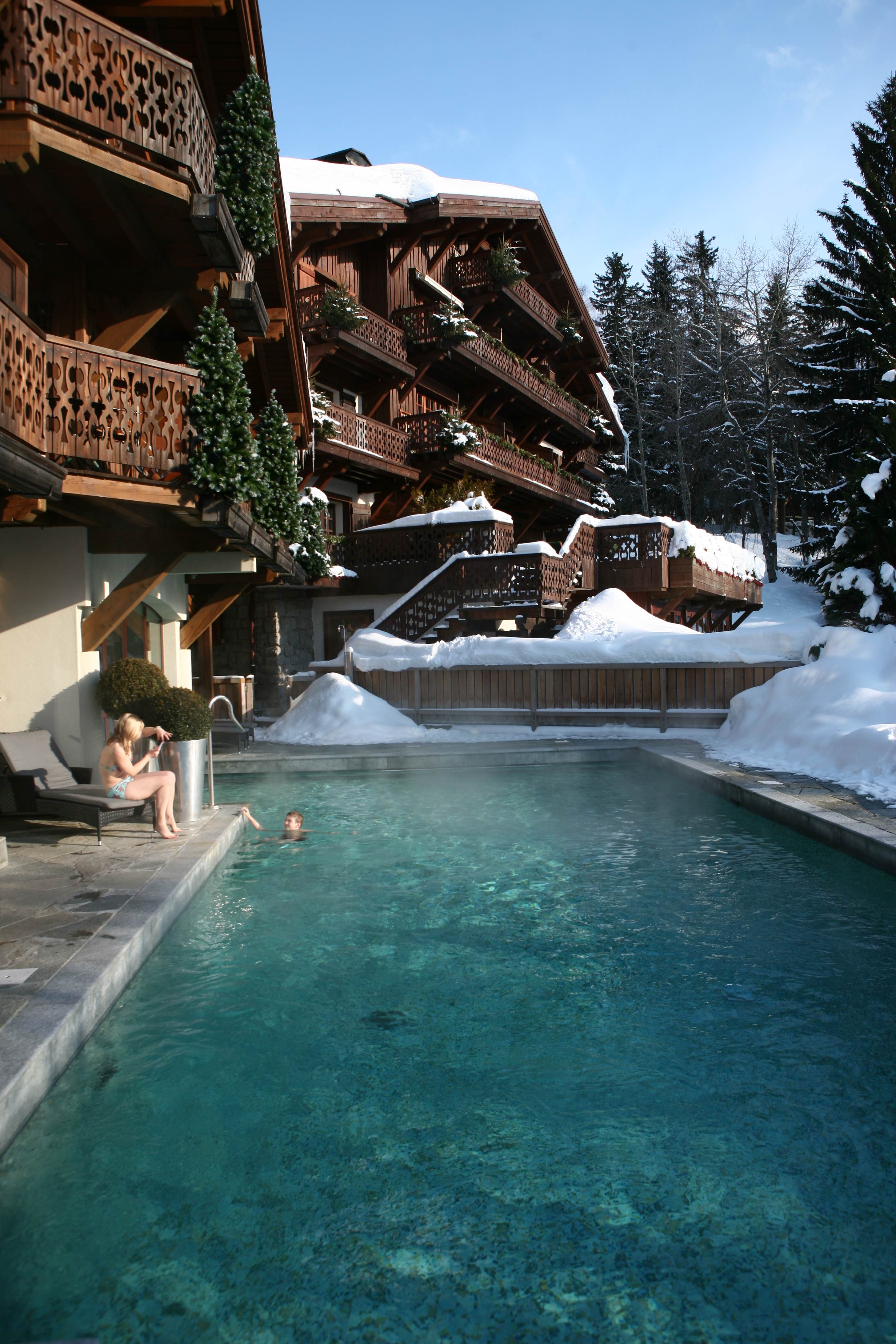
Hotel Mont d'Arbois

De Bilderbergconferentie van 1974 werd gehouden van 19 t/m 21 april 1974 in  Hotel Mont d'Arbois, Megève, Frankrijk. Vermeld zijn de officiële agenda indien bekend, alsmede namen van deelnemers indien bekend. Achter de naam van de opgenomen deelnemers staat de hoofdfunctie die ze op het moment van uitnodiging uitoefenden.

## Agenda
- Prospects for the Atlantic world (Vooruitzichten voor de Atlantische wereld)

## Deelnemers
- Nederland - Prins Bernhard, prins-gemaal, Nederland, voorzitter
- Nederland - Ernst van der Beugel, Nederlands emeritus hoogleraar Internationale Betrekkingen RU Leiden
- Nederland - Laurens Jan Brinkhorst, algemeen directeur milieu, nucleaire veiligheid en burgerbescherming Europese Commissie

1954 ·
1955 (1) ·
1955 (2) ·
1956 ·
1957 (1) ·
1957 (2) ·
1958 ·
1959 ·
1960 ·
1961 ·
1962 ·
1963 ·
1964 ·
1965 ·
1966 ·
1967 ·
1968 ·
1969 ·
1970 ·
1971 ·
1972 ·
1973 ·
1974 ·
1975 ·
(1976) ·
1977 ·
1978 ·
1979 ·
1980 ·
1981 ·
1982 ·
1983 ·
1984 ·
1985 ·
1986 ·
1987 ·
1988 ·
1989 ·
1990 ·
1991 ·
1992 ·
1993 ·
1994 ·
1995 ·
1996 ·
1997 ·
1998 ·
1999 ·
2000 ·
2001 ·
2002 ·
2003 ·
2004 ·
2005 ·
2006 ·
2007 ·
2008 ·
2009 ·
2010 ·
2011 ·
2012 ·
2013 ·
2014 ·
2015 ·
2016 ·
2017 ·
2018 ·
2019 ·
2020 ·
2021 ·
2022 ·
2023